# قراكلا (دابوي الجنوبي)
قراکلا (بالفارسية: قراکلا) هي قرية تقع في إيران في قسم دابوي الجنوبی الريفي. يقدر عدد سكانها بـ 362 نسمة بحسب إحصاء 2016.